# Blohm & Voss BV 237
Die Blohm & Voss BV 237 war ein projektiertes deutsches Sturzkampf- und Schlachtflugzeug der Firma Blohm & Voss.

## Entwicklung
Projektiert wurde es von Richard Vogt auf Basis des asymmetrischen Flugzeuges Blohm & Voss BV 141. Diese Anordnung bot erhebliche Vorteile in der Bewaffnung, so konnten freitragende Bomben ohne Abweiser, wie zum Beispiel bei der Junkers Ju 87 vorhanden, im Sturzflug abgeworfen werden. Das Flugzeug ähnelte im Aufbau der BV 141. Die Kabinengondel war jedoch weit weniger verglast und mit diversen Schusswaffen versehen worden. Als Motor kam ebenfalls ein Sternmotor BMW 801 mit 1.700 PS zum Einsatz. Hinter dem Piloten konnte optional ein Bordschütze in einer vergrößerten Kabine platziert werden. Als Baustoffe sollten hauptsächlich Stahl und Holz Verwendung finden und der Aluminiumbedarf so um 65 % reduziert werden. Es entstand eine Attrappe, die etwa Mitte 1942 von Vertretern des Reichsluftfahrtministeriums besichtigt wurde. Anschließend wurde ein Auftrag unter der RLM-Typennummer 8-237 über den Bau von 20 Exemplaren inklusive dreier Prototypen, davon zwei in Sturzkampf- und einer in Schlachtausführung, erteilt, deren Lieferung nach achtmonatiger Entwicklungsphase von März bis November 1944 laut Lieferplan vom 1. Februar 1943 erfolgen sollte. Die Erprobung der BV 237 V1 wurde von Mitte März bis Ende April 1944 veranschlagt.
Aufgrund der Kriegslage wurde das Projekt Ende 1943 zugunsten der Dornier Do 335 und der Lizenzproduktion einmotoriger Bf-109G-Jagdflugzeuge bei Blohm & Voss fallen gelassen. Der bereits begonnene Bau der drei Prototypen wurde beendet, die Flugzeuge verschrottet.

## Technische Daten
| Kenngröße                       | Daten                                                                                               |
| ------------------------------- | --------------------------------------------------------------------------------------------------- |
| Besatzung                       | 1 (Sturzkampfflugzeug) 2 (Schlachtflugzeug)                                                         |
| Spannweite                      | 15,30 m                                                                                             |
| Länge                           | 11,45 m                                                                                             |
| max. Startmasse                 | 6680 kg                                                                                             |
| Antrieb                         | 1 × BMW 801 D, 1.700 PS (1.250 kW)                                                                  |
| Höchstgeschwindigkeit           | 580–610 km/h                                                                                        |
| Reichweite                      | 2000 km mit Zusatztank                                                                              |
| Bewaffnung (Sturzkampfflugzeug) | 2 × MG 131 starr nach vorn, 2 × MG 131 starr nach hinten, 1 × 500-kg-Bombe (Überlast 1000-kg-Bombe) |
| Bewaffnung (Schlachtflugzeug)   | 2 × MG 151 starr nach vorn, 2 × MK 108 starr nach vorn 2 × MG 131 starr nach hinten                 |